# Фьодор Тютчев
Фьодор Иванович Тютчев (на руски: Фёдор Иванович Тютчев) е руски поет, обикновено определян като третия велик представител на романтизма в Русия след Александър Пушкин и Михаил Лермонтов. В последните си години той е известен привърженик на славянофилството.

## Биография
Фьодор Тютчев е роден на 5 декември (23 ноември стар стил) 1803 г. в селцето Овстуг, близо до Брянск, в старо благородническо семейство. Детството си прекарва в Москва. Първата му публикувана работа е превод на писмото на Хораций до Меценат. Още тогава поетичният му език се отличава от този на Пушкин и останалите съвременници с широката употреба на тежки и величествени славянски архаизми.
Сред учителите на Тютчев е и Семьон Раич, един от първите руски специалисти по германска философия, който му предава вкуса към метафизични разсъждения. През 1819 – 1821 г. Тютчев учи филология в Московския университет, а през 1822 г. придружава своя роднина граф Александър Остерман-Толстой в Мюнхен. Той се влюбва в града и остава в чужбина 22 години.
В Мюнхен Тютчев се запознава с първата си съпруга – баварска графиня, която поддържа известен салон, посещаван от личности като Хайнрих Хайне и Фридрих Шелинг. След нейната смърт той се жени за графиня фон Пфефел, която е негова любовница от 6 години и има дете от него. И двете му съпруги не разбират и дума руски, което не е изненадващо, тъй като самият той говори френски по-добре от руски и цялата му лична кореспонденция е на френски.
През 1836 г. княз Гагарин получава от Тютчев разрешение да публикува избрани негови стихотворения в „Современник“, литературно списание, редактирано от Пушкин. Макар и високо оценени от известния поет, те не успяват да предизвикат интереса на широката публика. През следващите 14 години Тютчев не публикува и ред поезия. Той пише няколко политически статии в „Revue des Deux Mondes“. Те го свързват с княз Александър Горчаков, който остава близък приятел на поета до края на живота му.
През 1837 г. Тютчев е прехвърлен от Мюнхен в руското посолство в Торино. Новото място не отговаря на неговите вкусове и той напуска дипломатическата служба, за да се върне в Мюнхен. При заминаването му е установено, че той не е получил разрешение да напусне, поради което официално е уволнен от поста си. Остава да живее в Германия още четири години, след което се завръща в Санкт Петербург. Там той е посрещнат като знаменитост, а дъщеря му Кити предизвиква сензация в двора. Писателят Лев Толстой има намерение да ѝ предложи брак, а по-късно тя придобива влияние в кръга на Константин Победоносцев.
Докато е жив, Тютчев е слабо известен като поет. Неговите 300 кратки стихотворения са единствените текстове, писани от него на руски, като всяко пето всъщност е превод. Той гледа на стихотворенията си като на „дреболии“, незаслужаващи изследване, преглед или публикуване. Обикновено не се опитва да ги записва, а когато го прави, често губи листовете. Николай Некрасов, изброявайки руските поети през 1850, споменава Тютчев като един от най-талантливите сред „второстепенните поети“. Едва през 1854 г. е отпечатана първата му стихосбирка, която е подготвена от Иван Тургенев без никаква помощ от автора.
През 1846 г. Тютчев среща Елена Денисиева, по-млада от него с повече от двадесет години, и установява с нея незаконна връзка. След като му ражда три деца, тя се разболява от туберкулоза. Малка сбирка от стихове, посветени на Денисиева, е смятана за най-изтънчената любовна лирика на руски език. Написани под формата на драматични диалози и умело използващи необичайни ритми и рими, те са пропити с възвишено чувство на потиснато отчаяние.
В началото на 70-те години на 19. век смъртта на брат му, сина му и дъщеря му оставят Тютчев частично парализиран. Той умира в Царско село през 1873 г.